# 青松寺
青松寺（せいしょうじ）は、東京都港区愛宕二丁目にある曹洞宗の寺院。山号は萬年山（ばんねんざん）。

## 歴史
江戸府内の曹洞宗の寺院を統括した江戸三箇寺の1つで、太田道灌が雲岡舜徳を招聘して文明8年（1476年）に創建。当初は武蔵国貝塚（現在の千代田区麹町周辺の古地名）にあったが、徳川家康による江戸城拡張に際して現在地に移転した。しかし移転後も長く「貝塚の青松寺」と俗称されていた。長州藩、土佐藩、広島藩、津和野藩、津山藩、岡藩、安房勝山藩、請西藩などが江戸で藩主や家臣が死去した際の菩提寺として利用した。江戸前期に存在した徳永氏時代の高須藩や沢海藩、玉取藩の菩提寺でもあり、これら各家が改易され旗本となっても当寺に墓所を営んでいた。このうち現在も残るのは請西藩のみで、岡藩が青山霊園にあった墓所を旧領地である大分県竹田市に改葬したように、殆どは関東大震災後に他所へ改葬している。
境内に「獅子窟学寮」を擁し、幾多の人材を輩出、明治8年（1875年）には、獅子窟学寮内に曹洞宗大学林専門本校を開校し、翌年、港区高輪の泉岳寺学寮、文京区駒込の吉祥寺学寮「旃檀林」と統合し、今日の駒澤大学へと発展した。
最近では、東京工業大学の上田紀行助教授を招いて、仏教ルネッサンス塾やボーズ・ビー・アンビシャス!!を開くなど、現代社会に求められる仏教・僧侶の在り方を模索している。山門の入り口には、愛宕グリーンヒルズが聳え立ている。
インドネシア独立戦争に参加した、アブドルラフマン市来龍夫、アレフ吉住留五郎、に対して 1956年にスカルノ大統領より送られた記念碑が入り口入って右奥にある。

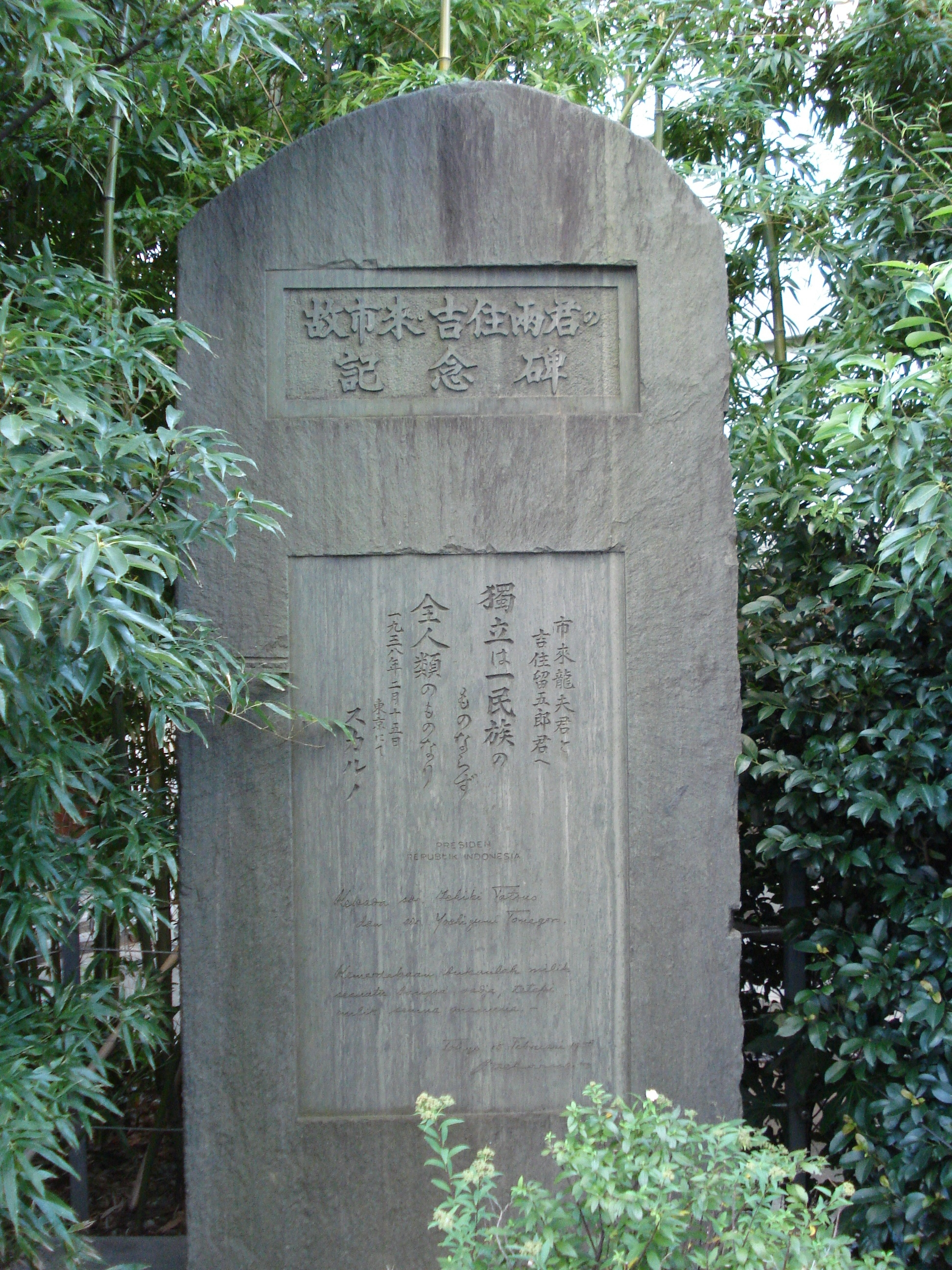
スカルノより贈られた碑

## 墓所
- 槍持勘助
- 明石元二郎
- 新井春次郎
- 請西藩主 林忠崇

## 近隣情報
- 愛宕山 - 愛宕神社
- 東京慈恵会医科大学附属病院
- NHK放送博物館
- 愛宕グリーンヒルズ
- 国際仏教学大学院大学